# Orsetta (surnom et prénom)
Pour les articles homonymes, voir Orsetta.
Cette page présente le surnom Orsetta ainsi que ses variantes.
Cette page présente le prénom Orsetta ainsi que ses variantes.
Orsetta est un surnom et un prénom italien.

## Étymologie
Orsetta est d'origine italienne. Il signifie « petite ourse » en italien.

## Variantes
- Orso
- Orsola
- Orsettina
- Orsolina

## Personnalités
- Orsetta De Rossi, une comédienne italienne.
- Pour l'ensemble des articles sur les personnes portant ce prénom, consulter :
  - la liste des articles dont le titre commence par ce prénom
  - les listes produites par Wikidata : Liste des personnes de prénom « Orsetta » — même liste en incluant les éventuels prénoms composés qui contiennent « Orsetta ».